# Glens Falls
Glens Falls − miasto położone w północno-wschodniej części Stanów Zjednoczonych, w stanie Nowy Jork, w hrabstwie Warren. Przez Glens Falls przebiega autostrada międzystanowa nr 87.
W 2011 roku populacja miasta wynosiła 14 728 mieszkańców.

## Sport
- Adirondack Red Wings – nieistniejący klub hokejowy
- Adirondack Frostbite – nieistniejący klub hokejowy
- Adirondack Phantoms – klub hokejowy
- Adirondack Flames – klub hokejowy
- Adirondack Thunder – klub hokejowy